# Potenziale scalare magnetico

Il potenziale scalare magnetico di due magneti permanenti cilindrici visualizzato dai colori: valore positivo (magenta), nullo (giallo) e negativo (ciano)

Il potenziale scalare magnetico è una grandezza fisica che caratterizza i campi magnetici conservativi, ovvero che siano invarianti nel tempo (campo magnetostatico) e che nella regione di spazio considerata non siano presenti e sia lontana da cariche libere in moto. Queste condizioni consentono di definire un potenziale scalare magnetico {\displaystyle V_{m}} in modo analogo alla definizione del potenziale elettrico rispetto al campo elettrico.
Quando il campo magnetico è conservativo allora le proprietà dei circuiti elettrici sono totalmente sovrapponibili a quelle dei circuiti magnetici e per quali è possibile definire la tensione magnetica come differenza di potenziale scalare magnetico.

## Definizione
Nell'elettromagnetismo classico i fenomeni fisici che generano campi magnetici sono tra loro in relazione attraverso la legge di Ampère-Maxwell:
{\displaystyle \nabla \times \mathbf {H} =\mathbf {J} _{f}+{\frac {\partial \mathbf {D} }{\partial t}}}
Se il campo magnetico {\displaystyle \mathbf {H} } è invariante nel tempo (campo magnetostatico) allora {\displaystyle \nabla \times \mathbf {H} =\mathbf {J} _{f}} di conseguenza definita una regione limitata di spazio lontana da cariche libere in moto e in cui la densità di corrente delle cariche libere (correnti non legate ai fenomeni di polarizzazione elettrica e magnetica) è nulla {\displaystyle \mathbf {J} _{f}=0} si ha che {\displaystyle \nabla \times \mathbf {H} =0}. Siccome il campo magnetico così definito è irrotazionale, ovvero ha rotore nullo, e la regione di spazio considerata è semplicemente connessa allora il campo magnetico {\displaystyle \mathbf {H} } è un campo vettoriale conservativo ed è possibile associargli un potenziale scalare. Il potenziale scalare magnetico {\displaystyle V_{m}} allora è per definizione legato al campo magnetico dalla relazione:
{\displaystyle \mathbf {H} =-\nabla V_{m}}
Nel sistema internazionale di unità di misura il potenziale scalare magnetico è misurato in ampere, simbolo {\displaystyle \mathrm {A} }, mentre storicamente era misurato in amperspira, simbolo {\displaystyle \mathrm {As} } o {\displaystyle \mathrm {Asp} }, ovvero il prodotto tra l'intensità di corrente e le spire attraversate.

## Magnetostatica

### Potenziale scalare magnetico di un circuito
Considerato un circuito elettrico filiforme chiuso di percorso {\displaystyle \gamma } posto in una regione di spazio lontana da cariche libere in moto in cui scorre una corrente elettrica continua di intensità {\displaystyle I} allora il campo magnetostatico {\displaystyle \mathbf {B} } generato dal circuito è conservativo e legato al potenziale scalare magnetico dall'equazione differenziale:
{\displaystyle \mathbf {B} =-\mu _{0}\nabla V_{m}}
Definito un vettore posizione {\displaystyle \mathbf {r} } di modulo {\displaystyle \mathrm {r} } che indica la posizione del campo magnetico {\displaystyle \mathbf {B} } da calcolare rispetto a un sistema di riferimento cartesiano, un vettore spostamento elementare {\displaystyle \mathrm {d} \mathbf {s} }, una corrente elettrica lungo il filo di intensità {\displaystyle I} allora per la legge di Biot-Savart il campo magnetico generato dal circuito chiuso {\displaystyle \gamma } è:
{\displaystyle \mathbf {B} ={\frac {\mu _{0}}{4\pi }}\oint _{\gamma }{\frac {I\,\mathrm {d} \mathbf {s} \times \mathbf {r} }{\mathrm {r} ^{3}}}}
Considerata la definizione di gradiente {\displaystyle \mathrm {d} V_{m}=\nabla V_{m}\cdot \mathrm {d} \mathbf {r} } allora sostituendo nella legge trovata precedentemente si ha che:
{\displaystyle \mathrm {d} V_{m}=-{\frac {I}{4\pi }}\oint _{\gamma }{\frac {\mathrm {d} \mathbf {s} \times \mathbf {r} }{\mathrm {r} ^{3}}}\cdot \mathrm {d} \mathbf {r} }
Considerato l'angolo solido {\displaystyle \Omega } sotteso dal circuito allora:
{\displaystyle V_{m}=-{\frac {I}{4\pi }}\Omega }

### Potenziale scalare magnetico di un corpo magnetizzato
Considerato un corpo magnetizzato a cui è associato un vettore di polarizzazione magnetica {\displaystyle \mathbf {M} } e un campo magnetico di induzione {\displaystyle \mathbf {B} } allora il campo magnetico complessivo {\displaystyle \mathbf {H} } è:
{\displaystyle \mathbf {H} ={\frac {\mathbf {B} }{\mu _{0}}}-\mathbf {M} }
Siccome per la legge di Gauss magnetica {\displaystyle \nabla \cdot \mathbf {B} =0} allora la divergenza del campo magnetico di un corpo magnetizzato è {\displaystyle \nabla \cdot \mathbf {H} =-\nabla \cdot \mathbf {M} }. Se il campo è magnetostatico allora {\displaystyle \mathbf {H} =-\nabla V_{m}} quindi sostituendo nella relazione precedente si trova che {\displaystyle \nabla ^{2}V_{m}=\nabla \cdot \mathbf {M} }. Definito il vettore posizione {\displaystyle \mathbf {r} } e il volume del corpo magnetizzato {\displaystyle \tau } allora tramite la funzione di Green del laplaciano in tre dimensioni è possibile ottenere che:
{\displaystyle V_{m}=-{\frac {1}{4\pi }}\int _{\tau }{\frac {\mathbf {M} \cdot \mathbf {r} }{\mathrm {r} ^{3}}}\cdot \mathrm {d} \mathbf {r} ^{3}}